# Mlaștina Büdös - Sântimbru
Mlaștina Büdös - Sântimbru este o arie protejată de interes național ce corespunde categoriei a IV-a IUCN (rezervație naturală de tip botanic), situată în estul Transilvaniei, pe teritoriul județului Harghita.

## Localizare
Aria naturală se află în extremitatea sudică a județului Harghita (în versantul estic al Munților Harghitei, la o altitudine de 1.200 m), pe teritoriul administrativ al comunei Sântimbru, în imediata apropiere de drumul județean DJ132D, care leagă localitatea Sâncrăieni de satul Sântimbru-Băi.

## Descriere

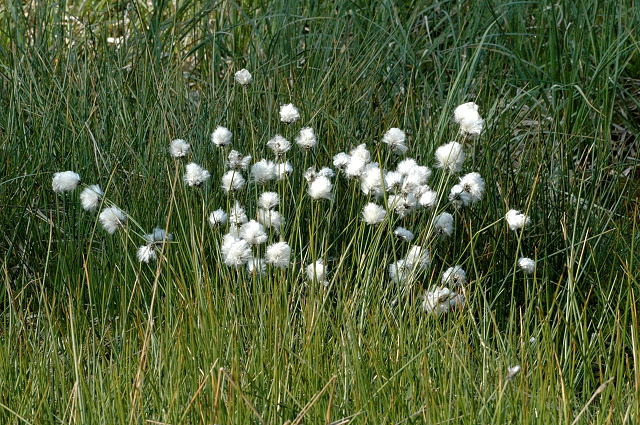
Bumbăcăriță (Eriophorum vaginatum)

Rezervația naturală a fost declarată arie protejată prin Legea Nr.5 din 6 martie 2000, publicată în Monitorul Oficial al României, Nr.152 din 12 aprilie 2000, privind aprobarea Planului de amenajare a teritoriului național - Secțiunea a III-a - zone protejate și se întinde pe o suprafață de 3 ha. Aceasta reprezintă areal cu două tipuri de mlaștini: una eutrofă (cu sol bogat în materii nutritive) din care debușează ape minerale cu miros intens (sulfuros) și una oligotrofică (cu sol sărac în nutrienți). 
Flora este una specifică turbăriilor; având în componență elemente vegetale protejate (la nivel european) prin Directiva 92/43/CE (anexa I-a) din 21 mai 1992 (privind conservarea habitatelor naturale și a speciilor de faună și floră sălbatică); printre care: bumbăcărița (Eriophorum vaginatum) și câteva specii de rogozri din familia Cyperaceae (Carex acutiformis și Carex rostata).